# Dolores Hayden
Pour les articles homonymes, voir Hayden.
Dolores Hayden, née en 1945, est une professeure émérite américaine d'architecture, d'urbanisme et d'études américaines à l'université de Yale. Elle est historienne urbaine, architecte, auteur et poète. Hayden a apporté des contributions innovantes à la compréhension de l'importance sociale de l'espace urbain et à l'histoire de l'environnement bâti aux États-Unis.

## Biographie
Dolores Hayden obtient son BA du Mount Holyoke College en 1966. Elle étudie également à l'Université de Cambridge et à la Harvard Graduate School of Design où elle obtient son diplôme professionnel en architecture. Elle est la veuve du sociologue et romancier Peter H. Marris et la mère de Laura Hayden Marris.
Depuis 1973, Dolores Hayden occupe des postes universitaires au MIT, UC Berkeley, UCLA et Yale. Elle donne des cours d'architecture, de paysages urbains, d'urbanisme et d'études américaines.
Elle fonde un groupe d'arts et de sciences humaines à but non lucratif basé à Los Angeles appelé The Power of Place, actif de 1984 à 1991, documenté dans le texte, The Power of Place: Urban Landscapes as Public History.
En 1981, elle publie The Grand Domestic Revolution: A History of Feminist Designs for American Homes, Neighborhoods, and Cities. Cet ouvrage est consacré aux idées novatrices en matière de prise en charge du travail domestique dès le XIXe siècle aux États-Unis. Plusieurs penseuses féministes partent du postulat que la prise en charge intégrale du travail domestique par les femmes constitue une des causes des inégalités de genre. Elles remettent en question l'organisation sociale centrée sur la famille. Elles proposent une organisation dans laquelle les tâches domestiques sont assurées collectivement. Pour ce faire, elles proposent une architecture novatrice en lien avec cette nouvelle organisation. Dolores Hayden analyse les sources utopiques de ce mouvement féministe. Elle montre les conflits de classe, de race et de genre qu’elles ont rencontrés.
Ce mouvement féministe est très peu connu en France. L'ouvrage de Dolores Hayden est traduit en français, trente ans après sa publication.

## Publications

### en anglais
- Exuberance: Poems, Red Hen Press, 2019[8].
- American Yard: Poems, 2004[9],[10].
- A Field Guide to Sprawl, WW Norton, 2004.
- Building Suburbia: Green Fields and Urban Growth, 1820-2000, Panthéon, 2003.
- Redesigning the American Dream: Gender, Housing, and Family Life, WW Norton, 1984, rév. éd. 2002.
- The Power of Place: Urban Landscapes as Public History, MIT Press, 1995[11].
- (en) The Grand Domestic Revolution: A History of Feminist Designs for American Homes, Neighborhoods, and Cities, MIT Press, 1981[11].
- (en) Seven American Utopias: The Architecture of Communitarian Socialism, 1790-1975, MIT Press, 1976.

### en français
- Dolores Hayden, Stéphanie Dadour (préface) et Phoebe Hadjimarkos Clarke (traduction), La grande Révolution domestique. Une histoire de l'architecture féministe., Éditions B42, 2023, 374 p. (ISBN 9782490077960)